# Мулик Роман Миронович
Роман Миронович Мулик (нар. 18 червня 1973, Івано-Франківськ) — український юрист, інженер. Народний депутат України 9-го скликання. Заступник голови комітету з питань енергетики та житлово-комунальних послуг у Верховній Раді України IX скликання (з 29 серпня 2019 року).

## Життєпис
Закінчив Івано-Франківський інститут нафти і газу (спеціальність «Інженер-землевпорядник»), Національний університет «Одеська юридична академія» (юрист).
Він працював виконавчим директором товариства «Комфорт-Вест». Радник голови Івано-Франківської міської ради з питань розвитку підприємництва.
Мулик є віце-президентом Федерації боксу Івано-Франківської області.
У 2010 році був обраний депутатом Івано-Франківської облради 6 скликання за списком «Партії регіонів» як член партії. За даними ЗМІ є прогульником засідань Івано-Франківської обласної ради.
Кандидат у народні депутати від партії «Слуга народу» на парламентських виборах 2019 року, № 73 у списку. На час виборів: фізична особа-підприємець, безпартійний. Проживає в Івано-Франківську.
Заступник голови депутатської фракції партії «Слуга народу».

## Нагороди
- Орден «За заслуги» III ступеня (23 червня 2009) — за вагомий особистий внесок у розвиток конституційних засад української державності, багаторічну сумлінну працю, високий професіоналізм у захисті конституційних прав і свобод людини і громадянина[4].